# Eldorado (escola de samba)
GRCES Eldorado foi uma escola de samba de Jundiaí, São Paulo. Ficava sediada na Rua Retiro, 1973 Chácara Martinasso, Retiro. É lembrada como uma das maiores agremiações do carnaval da cidade.
Durante toda a sua existência, teve na sua presidência o sambista Valdir Xará.

## História
A escola foi fundada em 1984 por sambistas dissidentes da escola de samba 28 de Setembro. Entre 1985 e 1995, foi campeã 9 vezes, e desfilou uma vez como hour concurs. Segundo seu presidente, o motivo de sua extinção foi o fato de que "saiu dez anos, ganhou tudo e acabou a motivação."